# Tyrrell 024
A Tyrrell 024 egy Formula–1-es versenyautó, amit a Tyrrell Racing versenyeztetett az 1996-os Formula–1 világbajnokság során. Pilótái Katajama Ukjó és Mika Salo voltak.

## Áttekintés
Az előző évi fiaskó után komoly áttervezést hajtott végre a csapat az új modellen. Átalakították a felfüggesztést, új, megerősített sebességváltót kapott az autó, és a motor tömegéből is sokat lefaragtak. Megtartották az előző évi pilótapárosukat is, elvesztették viszont a szponzorok jó részét (többek között a Nokiát), és csak néhány új érkezett (mint pl. a Motorola). Emiatt az autók festésén rengeteg volt az üres hely.
A szezon eleinte nem is kezdődött rosszul, Salo mindjárt kétszer is pontot szerzett. Az európai nagydíjról mindkét pilótát kizárták: Salo autója könnyebbnek bizonyult a mérlegeléskor az előírtnál, Katajama autója pedig beragadt a rajtrácson, és betolták, holott ez szabályellenes volt. A rengeteg kiesőt hozó monacói nagydíjon Salo a negyedik helyért is versenyben volt, ám egy hármas baleset miatt végül kiesett - a kései kiesés miatt azonban mégis rangsorolták, mégpedig ötödikként.
Innentől kezdve nem szereztek több pontot. Az esős spanyol nagydíjról diszkvalifikálták Salót, mert szabálytalanul átült egy másik autóba. A csapat próbálkozott újításokkal, mint például a német nagydíjon első futóműre szerelt gumik felrakása hátra, de egy helyben toporogtak. Az idény végén a Yamaha is bejelentette, hogy elhagyja a csapatot. Szerzett öt pontjuk a konstruktőri nyolcadik helyre volt elegendő.

## Eredmények
(félkövérrel jelölve a pole pozíció; dőlt betűvel a leggyorsabb kör)
| Év   | Csapat  | Motor        | Gumik | Pilóták  | 1   | 2   | 3   | 4   | 5   | 6   | 7   | 8   | 9   | 10  | 11  | 12  | 13  | 14  | 15  | 16  | Pontok | Helyezés |
| ---- | ------- | ------------ | ----- | -------- | --- | --- | --- | --- | --- | --- | --- | --- | --- | --- | --- | --- | --- | --- | --- | --- | ------ | -------- |
| 1996 | Tyrrell | Yamaha OX11A | G     |          | AUS | BRA | ARG | EUR | SMR | MON | ESP | CAN | FRA | GBR | GER | HUN | BEL | ITA | POR | JPN | 5      | 8.       |
| 1996 | Tyrrell | Yamaha OX11A | G     | Katajama | 11  | 9   | KI  | KIZ | KI  | KI  | KI  | KI  | KI  | KI  | KI  | 7   | 8   | 10  | 12  | KI  | 5      | 8.       |
| 1996 | Tyrrell | Yamaha OX11A | G     | Salo     | 6   | 5   | KI  | KIZ | KI  | 5   | KIZ | KI  | 10  | 7   | 9   | KI  | 7   | KI  | 11  | KI  | 5      | 8.       |